# Pablo Carrascosa
Carrascosa  Miller est un nom espagnol. Le premier nom de famille, en général paternel, est Carrascosa ; le second, en général maternel, souvent omis, est Miller.
Pablo Carrascosa Miller, né le 7 octobre 2002, est un coureur cycliste espagnol.

## Biographie
Pablo Carrascosa est originaire de Santa Amalia, une commune située en Estrémadure. Il est formé à la Peña Ciclista Guadiana de Don Benito.
En 2020, il devient champion d'Espagne de la course scratch chez les juniors,. La même année, il obtient de nombreuses places d'honneur dans des épreuves par étapes. Il intègre ensuite le club Lizarte, réserve de l'équipe Kern Pharma. Avec cette formation, il remporte le Tour de Valence en 2022. Il s'impose par ailleurs sur l'Antzuola Saria, une course amateur disputée au Pays basque.
En 2023, il confirme ses aptitudes en terminant troisième du Tour d'Estrémadure et du Tour de la Bidassoa, tout en ayant remporté la dernière étape. Il devient aussi stagiaire au sein de la formation Kern Pharma. Lors de la saison 2024, il brille de nouveau sur le Tour d'Estrémadure en gagnant la deuxième étape. Il finit également deuxième du Mémorial José María Anza, troisième du Mémorial Pascual Momparler, sixième du championnat d'Espagne espoirs ou encore douzième de la Ronde de l'Isard. Grâce à ses nouveaux résultats, il signe un premier contrat professionnel avec la structure Kern Pharma. Il effectue d'abord un second stage dans l'équipe, avant d'en intégrer l'effectif en 2025.

## Palmarès
- 2018
  - Tour de Molinicos[4]
- 2020
  -  Champion d'Espagne du scratch juniors
  - 2e de la Gipuzkoa Klasika
  - 2e de la Vuelta a la Subbética
  - 3e du Trophée Víctor Cabedo
  - 3e de la Vuelta a Talavera
- 2022
  - Antzuola Saria
  - Tour de Valence
- 2023
  - 1re étape du Tour d'Estrémadure (contre-la-montre par équipes)
  - 3e étape du Tour de la Bidassoa
  - 3e du San Gregorio Saria
  - 3e du Tour d'Estrémadure
  - 3e du Tour de la Bidassoa
- 2024
  - 2e étape du Tour d'Estrémadure
  - Mémorial Etxaniz
  - San Bartolomé Saria
  - 1re étape du Tour de Salamanque
  - 2e du Mémorial José María Anza
  - 2e du Tour de Salamanque
  - 3e du Mémorial Pascual Momparler